# Romero (cognom)
Romero és un cognom popular del món hispanoparlant. Actualment apareix entre els 20 cognoms més comuns d'Espanya, Argentina, l'Equador i Veneçuela.
El cognom procedeix de la regió mediterrània. Hi ha diverses històries sobre aquest antropònim. Una conjectura digna d'atenció considera que, de camí a la Terra Santa, molts viatgers es traslladaven des de l'Imperi romà d'Occident al d'Orient, i que els habitants de l'Imperi Romà d'Orient haurien donat el sobrenom de "Romero" als pelegrins que arribaven des Roma (entendiérase per tal la capital o l'imperi).
Pel que fa a la planta, el seu nom llatí, rosmarinus, significa "rosada marí". És coneguda per la seva olor penetrant i per les seves virtuts medicinals, entre elles el reforç de la memòria. Aquesta herba sembla aguantar tant la pluja forta com els períodes llargs de sequera. A més, és molt resistent a les plagues. Sovint, les famílies que rebien el sobrenom de "Romero" eren tingudes com a gent molt capaç de suportar l'adversitat i el sofriment, virtuts dels màrtirs.
A la comunitat jueva espanyola, l'herba s'emprava en els ritus nupcials i en les benediccions per donar a unes ia altres un caràcter memorable. Hi ha un lloc a la xarxa dedicat a la investigació de la genealogia sefardita: "Sephardim.com". S'hi cita el cognom "Romero" com trobat i registrat amb freqüència en els temps de la Inquisició, el mateix de la Inquisició espanyola que de la Inquisició portuguesa. Mitjançant l'Edicte de Granada i el compliment de les seves clàusules, es va obligar els integrants de la població jueva a marxar o convertir-se al catolicisme, i molts van ser els cognoms donats a les famílies jueves converses, però el de "Romero" va arribar a tenir una importància especial per als perseguits. El romaní, la planta, va ser un símbol que recordaria la diàspora a les famílies judeoespañolas i sefardites, les llàgrimes serien tan abundants com el "rosada del mar".
És una creença molt estesa que aquest cognom, el mateix que molts altres molts cognoms espanyols, és d'origen sefardita, ja que apareix en les llistes de sospitosos investigats per la Inquisició espanyola per "judaïtzar" (practicar el judaisme en secret). Aquesta creença, però, és errònia, i incorre en el que es coneix com "el mite dels cognoms jueus". La realitat és que els cognoms que figuren en les llistes de la Inquisició són els més corrents a la Península Ibèrica de l'època i, per tant, també els més habituals entre els sospitosos que investigava la Inquisició. En realitat, no hi ha cognoms espanyols que denoten un origen jueu o jueu-convers.

## Personatges
Les següents persones cèlebres porten aquest cognom:
- Aldemaro Romero (1928-2007): músic veneçolà.
- Aldemaro Romero Jr. (1951-): científic, comunicador i líder universitari veneçolà-nord-americà.
- Amaia Romero  (1998-): guanyadora d'operació triomf 2017-2018
- Andrés Romero ("Pigu": 1981): jugador de golf argentí.
- Andrés Romero Samaniego, entrenador i retirat futbolista xilè del club Universitat Catòlica.
- Ángel Romero  (1946-): guitarrista espanyol, fill d'Angelita Romero i Celedonio Romero, i membre de "Los Romeros".
- Angelina Romero: pianista nord-americà d'origen espanyol, filla del guitarrista Pepe Romero.
- Angelita Romero (-1999): castañuelera, cantant i actriu espanyola, esposa de Celedonio Romero.
- Berto Romero Famós còmic i actor català.
- Carlos Romero Barceló ("El Cavall": 1932-): polític porto-riqueny.
- Celedonio Romero (1913-1996): guitarrista, compositor i poeta espanyol, espòs d'Angelita Romero, i membre de "Los Romeros".
- Celín Romero: guitarrista espanyol, fill d'Angelita Romero i Celedonio Romero, i membre de "Los Romeros".
- Celino Romero: guitarrista nord-americà d'origen espanyol, fill de Celín Romero, i membre de "Los Romeros".
- César Romero (1907-1994): actor cubanoestadounidense.
- Cibeles Romero (1978-): jugadora espanyola d'hoquei sobre herba.
- Constantino Romero (1947-2013): actor de veu i presentador de TV espanyol.
- Curro Romero (1933-): torero espanyol.
- Dyango (José Gómez Romero: 1940-): cantant espanyol.
- Danny Romero (1995 -): DJ i cantant.
- Eduardo Romero (1954-): jugador de golf argentí
- Emilio Romaní (1917-2003): periodista i escriptor espanyol.
- Emilio Romaní (1899-1993): escriptor peruà.
- Enrique Romero (1971): futbolista espanyol.
- Enrique Romero de Torres] (1872-1956): pintor espanyol.
- George A. Romero (1940-2017): director de cinema nord-americà.
- Glòria Romero (1933-): actriu filipina nascuda als Estats Units
- Jesús Adrián Romero (1965-): cantant mexicà de música cristiana.
- Julio Romero de Torres (1874-1930): pintor espanyol.
- Julio César Romero ("Romerito": 1960-): futbolista (migcampista) paraguaià.
- Luis Romero (1916-2009): escriptor espanyol.
- Liborio Romero ("Canyes": 1979-): púgil mexicà.
- Lito Romero: guitarrista nord-americà d'origen espanyol, fill d'Ángel Romero, i membre de "Los Romeros".
- Manuel Romaní Estava (1981-): jutge superior veneçolà.
- Matías Romero Avendaño (1837-1898): diplomàtic mexicà.
- Matias Romero Vedat (1927-) Filòsof i poeta Salvadorenc
- Maurici Romero ("El Pampa": 1983-): futbolista argentí.
- Nicolás Romaní Càceres (1950-): actor espanyol.
- Óscar Romero (1917-1980): arquebisbe salvadorenc.
- Pedro Romero (1959-) Petrofísico veneçolà
- Pepe Romero (1944): guitarrista clàssic i flamenc espanyol, fill d'Angelita Romero i Celedonio Romero, i membre de "Los Romeros".
- Pepe Romero Jr.: guitarrer nord-americà d'origen espanyol, fill del guitarrista Pepe Romero.
- Pepe Romero  (-2000): pianista flamenc espanyol.
- Rafael Romero  (1938-): atleta veneçolà.
- Rebecca Romero (1980-): ciclista i remera anglesa.
- Ric Romero: periodista i actor de teatre nord-americà.
- Romero (Enrique Badía Romero: 1930-): historietista espanyol.
- Romero el Tito: cantaor flamenc del s. XIX. Se'l considera el creador del pal anomenat romeras.
- Romero Sant Joan (1948-2005): cantant i autor de sevillanes espanyol.
- Sebastián Romero: ("Chirola": 1978-): futbolista argentí.
- Sebastián Romero: ("Rulo": 1979-): futbolista argentí.
- Sergio Romero (1987-): futbolista argentí.
- Sergio Romero Pizarro, polític xilè.
- Simón Romero, pirata del segle xvii.
- Vanessa Romero (1978-): model, presentadora i actriu espanyola.
- Vicente Romero Girón (1835-1900): advocat, periodista i polític espanyol.
- Vicente Romero Ramírez (n. 1947), periodista espanyol.
- Vicente Romero (1969): actor espanyol.
- Joan Soldevilla i Romero (1843-1923): cardenal espanyol.
- Laureano Caride Romero Ex-alcalde de Beariz.